# ديفيد نيومان (مغني)
ديفيد نيومان (بالإنجليزية: David Newman)‏ هو مغني أمريكي، ولد في 31 ديسمبر 1963 في فيلادلفيا في الولايات المتحدة.

## وصلات خارجية
- الموقع الرسمي